# Виллар де Оннекур
Виллар де Оннекур (де Гоннекур; Villard de Honnecourt, ок. 1195 года — ок. 1266 года) — архитектор из Пикардии, который стал известен в XX веке благодаря альбому его оригинальных рисунков, хранящемуся в Парижской Национальной библиотеке.

## История изучения
Несмотря на ключевую роль в возведении готических соборов, средневековый зодчий мало чем выделялся среди ремесленников, поэтому у него тогда не было и не могло быть биографа. Наибольшим почётом было упоминание о нём в летописи или местной хронике. Исключением в этом плане является биография архитектора Виллара де Оннекура. Историк искусства Ганс Ханлозер в 1935 году опубликовал капитальное исследование альбома его чертежей и рисунков. Эта рукопись уникальна, т.к. представляет нечто наподобие дневника архитектора эпохи готики первой половины XIII века. Тщательное изучение альбома дало возможность Ханлозеру восстановить биографию этого забытого мастера.

## Канва биографии
Точное место рождения Виллара неизвестно. Он мог быть уроженцем села Оннекур-сюр-Эско или города Камбре. Скорее всего, начинал подмастерьем на стройке. Образование совершенствовал во время путешествий и участия в строительстве различных храмов. В альбоме Виллара есть документальные зарисовки деталей соборов или архитектурных деталей, которые позволили воссоздать маршрут его странствий по городам Камбре, Сен-Кантен, Шартр, Мо, Лан, Реймс и Лозанна. Самым дальним пунктом его поездки, возможно, стал словацкий город Кошице в составе земель венгерской короны. В альбоме есть упоминание о строительстве собора св. Елизаветы в этом городе.
По возвращении из путешествия Виллар стал главным мастером цеха строителей в Сен-Кантене. Умер в весьма преклонном для той эпохи возрасте в 1266 или около того года. Архитекторы того времени редко доживали до преклонного возраста: они страдали от холодных сквозняков на стройплощадках, эпидемических болезней, плохой техники безопасности и несчастных случаев на стройке.

## Судьба альбома
После смерти Виллара де Оннекура его рукопись продолжали дополнять два строителя или зодчих. На последней странице имеется надпись XV века с пометкой, что альбом Оннекура имел 40 листов, то есть больше, чем сейчас. В 1666 году обладателем альбома стал Андре Филибьен, историк при дворе французского короля Людовика XIV. В 1795 году в составе конфискованных французскими революционерами коллекций рукопись стала достоянием Французского государства. В период повышенного внимания и изучения сооружений эпохи готики рисунки рукописи были опубликованы в XIX веке. Исследователь Ганс Ханлозер в 1935 году обнародовал первое капитальное исследование альбома Виллара де Оннекура.

## Содержание альбома

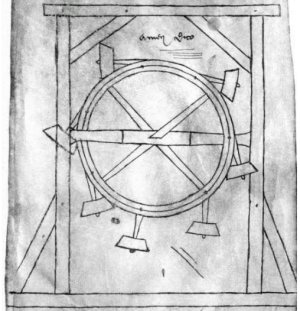
Перпетуум мобиле из альбома Виллара де Оннекура

«Виллар де Оннекур приветствует вас и обращается к тем, кто будет работать с этой книгой, с просьбой помолиться за его душу и вспомнить о нём. Потому в книге вы найдёте полезные советы по (практическому) строительству и созданию рисунков с использованием установок геометрии» — так начинается эта рукопись. Из надписи стало известно имя автора.
Необходимость хранить накопленные знания возникла давно. Служила этому и письменность. Наиболее сложным среди ремесел стало строительство, ибо без знания наук и опыта мастеров-предшественников успешное строительство было невозможно. Сохранению знаний в период готики стали служить письменность и собственные чертежи архитектора, архитектурная графика.

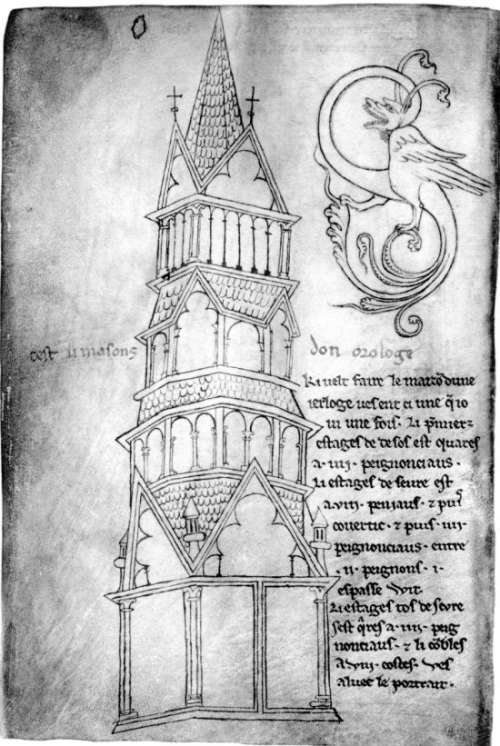
Изображение часовой башни (без установленных на ней позже часов)

На ранних этапах Средневековья чертежи выполняли на деревянных дощечках-диптихах, покрытых воском, как это было в позднеантичную эпоху. В двух досках делали углубление, которое покрывали воском. Вощёные поверхности накладывали друг на друга, а доски связывали, чтобы избегать порчи надписи или рисунка. Первые чертежи архитектора очень напоминали рисунки. И в альбоме де Оннекура они размещены рядом, или это смесь рисунков и чисто чертежей.
Во времена жизни Оннекура для чертежей архитекторы использовали также камень, пергамент и бумагу. Все материалы использовались одновременно. Архитектурные чертежи сохранились на каменных плитах в соборах Лиможа, Нарбонны и Клермона. Известны и чертежи Страсбургского собора на больших листах пергамента.
Альбом Оннекура — пергамент 14 × 22 сантиметра, но размеры страниц не всегда сходятся. Дошёл до нас неполным, в нём чуть больше шестидесяти листов. Предполагают, что альбом был значительно больше. Виллар де Оннекур знал грамоту, о чём свидетельствуют каллиграфические надписи в альбоме. Оригинал передан на хранение в Национальную библиотеку Франции. Исследователи считают, что Виллар де Оннекур начал создавать свой альбом образцов в период обучения и путешествий. Альбом стал и своеобразным дневником, и сборкой архитектурных образцов, которые тот хотел закрепить в собственной памяти, и образцами теоретических проектов и планов, и сборником рисунков готических скульптур, инженерных механизмов, которые использовали в строительстве. Альбом стал отражением того периода, когда идеи путешествовали вместе с мастерами и ещё считались общим достоянием. Их не прятали от коллег, как в эпоху Возрождения, когда в условиях острой конкуренции между мастерами на первый план выступило стремление скрыть от соперников уникальные решения и новые собственные идеи. Когда Виллар де Оннекур стал мастером, альбом зарисовок давал ему образцы, по которым он делал (или приказывал делать) скульптуры и архитектурные детали. После его смерти альбом служил для обучения последователей, альбомом образцов для них и даже учебником.
Ни один из сохранившихся листов архитектора XIII века ещё не имеет масштаба. Необходимость в нём возникает позже. А пока широко используют метод пропорций. 

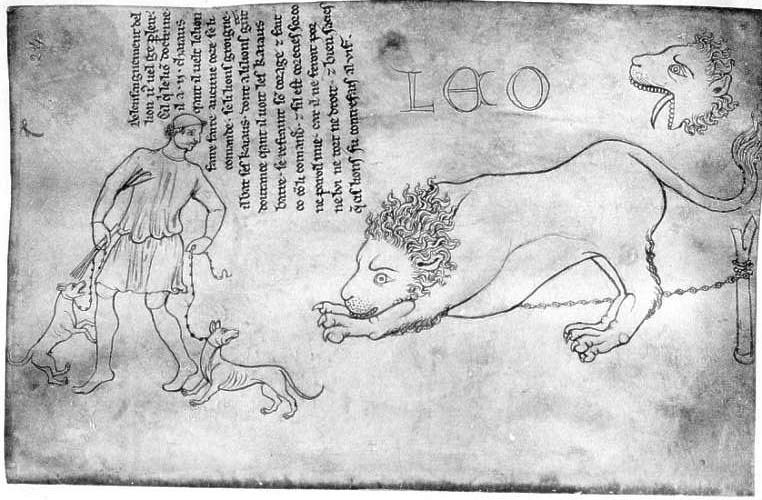
47-й лист альбома с изображением льва

Архитектурная графика этого периода напоминает современную техническую иллюстрацию, технический эскиз. Именно по таким чертежам выполняли столбы-опоры, готические окна, даже тесали камни необходимых профилей. Зарисовки всего этого содержатся в альбоме Виллара: башня собора Нотр Дам в городе Лан, боковая стена с окнами Реймского собора, образцы готических окон-«роз» в Шартре и Лозанне и тому подобное.
Для исследователей и историков наиболее интересным стал лист с чертежом идеального (то есть несуществующего, придуманного, образцового) хора готической церкви. На чертеже точно обозначены внешние контрфорсы, внутренние опоры-столбы, венец капелл, нервюрный свод и подобное. На других листах — варианты хора, зарисовки готических окон и другое.
О длительном использовании альбома Виллара де Оннекура свидетельствуют приложения, сделанные в рукописи как минимум ещё двумя мастерами, имена которых остались неизвестны. Исследователь альбома Ганс Ханлозер условно обозначил их как «мастер два» и «мастер три». С самим Вилларом де Оннекуром связывают лишь тридцать три листа альбома.